# The Intern
The Intern is een Amerikaanse film uit 2015, geschreven en geregisseerd door Nancy Meyers. De film ging in première op 12 september op het Filmfestival van Oostende.

## Verhaal
Ben Whittaker (Robert De Niro) is een 70-jarige gepensioneerde weduwnaar die zich verveelt. Hij gaat opnieuw op zoek naar een baan en wordt aangenomen als senior stagiair bij een modewebsite die geleid wordt door Jules Ostin (Anne Hathaway). Ben weet zich goed aan te passen in deze nieuwe omgeving en er ontstaat een speciale band tussen hem en Jules.

## Rolverdeling
| Acteur                | Personage     |
| --------------------- | ------------- |
| Robert De Niro        | Ben Whittaker |
| Anne Hathaway         | Jules Ostin   |
| Rene Russo            | Fiona         |
| Adam DeVine           | Jason         |
| Zack Pearlman         | Davis         |
| Andrew Rannells       | Cameron       |
| Anders Holm           | Matt          |
| Nat Wolff             | Justin        |
| Linda Lavin           | Patty         |
| Molly Bernard         | Samantha      |
| Christine Evangelista | Mia           |
| Peter Vack            | Robby         |